# Wojtowszczyzna
Wojtowszczyzna (ukr. Війтівщина) – wieś na Ukrainie, w rejonie jaworowskim obwodu lwowskiego.
W XVII i XVIII w. należała do rodu Wojtowiczów.  Po najeździe kozaków na początku XIX w. i spaleniu wsi, część rodu przeniosła się do powiatu opatowskiego.

## Zabytki
We wsi znajduje się dworek rodziny Wojtowiczów herbu Lubicz pochodzący z XVIII wieku.